# Philly Joe Jones
Joseph Rudolph Jones, noto soprattutto come Philly Joe Jones (Filadelfia, 15 luglio 1923 – Filadelfia, 30 agosto 1985), è stato un batterista jazz statunitense, noto soprattutto per la sua militanza nei quintetti hard bop del periodo d'oro di Miles Davis.

## Biografia

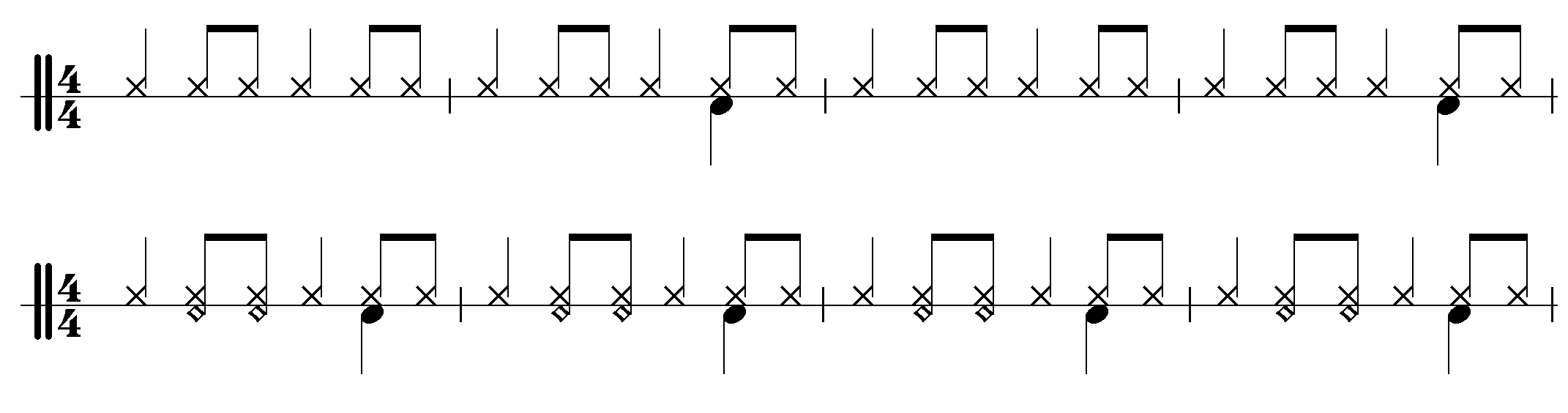
Una figurazione ritmica detta Philly lick dal soprannome di Jones

Originario di Filadelfia (onde il soprannome Philly), la zia era una pianista classica con la quale studiò pianoforte.
Dopo il servizio militare fu assunto come guidatore di autobus che era uso parcheggiare di fronte ai locali di jazz con i passeggeri dentro per ascoltare i concerti.
Si esibiva anche come cantante, ballerino di tip tap, pianista e contrabbassista.
Dopo aver militato nel gruppo Blues di Earl Bostic (in cui militò successivamente anche John Coltrane) Joseph Jones fece il suo ingresso nella scena musicale newyorkese in cui si inserì subito perfettamente.
Divenne presto noto come Philly Joe (soprannome attribuitogli dal clarinettista Tony Scott) per distinguerlo da Jo Jones, il batterista dell'orchestra di Count Basie, che venne poi chiamato "Papa Jo Jones".
Nel 1947 Philly divenne il batterista fisso del locale Café Society di  New York, dove suonava coi massimi nomi dell'allora dilagante bebop e dove fu influenzato in maniera fondamentale da Tadd Dameron.
Il grande Buddy Rich lo assunse nella sua orchestra e ne aveva così grande stima da andarlo a prendere tutte le sere per andare insieme ai concerti.
(Miles Davis, "L'autobiografia con Nat Hentoff")
Jones rimase con Miles Davis dal 1953 al 1958, nel gruppo che divenne noto come "Il Quintetto" ed è considerato come uno dei gruppi più influenti della storia del jazz. In più occasioni, e nella sua autobiografia, Davis ricorda Jones come il suo batterista preferito oltre che come un amico personale: i rapporti tra i due si deteriorarono a causa della dipendenza di Jones dalla droga (Davis riferisce anche che Jones aveva una cattiva influenza su John Coltrane e, in un paio di occasioni, li licenziò entrambi dal quintetto).
Fu house drummer per la Blue Note e per le altre etichette del Jazz per le quali incise più di 1500 dischi.
Aveva due set di batterie che teneva montate in due studi di registrazione diversi per poter far fronte al grande numero di impegni che aveva.
Dal 1958 in poi, Jones lavorò come leader, continuando a fare il sideman per altri musicisti, fra cui Bill Evans. Tra il 1967 e il 1969 fu anche insegnante a Londra in una scuola di Hampstead organizzata per l'occasione, ma dovette lasciare l'incarico a causa delle proteste del sindacato londinese dei musicisti.
Nei primi anni '70 sostituì Kenny Clarke per diversi mesi, nella scuola parigina di Dante Agostini dove conobbe anche il batterista e maestro italiano Enrico Lucchini, che all'epoca faceva l'assistente dei due maestri.
Dal 1981 fu tra i fondatori del gruppo Dameronia dedicato alla musica di Tadd Dameron, che diresse fino alla sua morte.

## Discografia

### Come leader
- 1958 - Blues for Dracula  (Riverside Records)
- 1959 - Drums Around the World  (Riverside Records)
- 1959 - Showcase  (Riverside Records)
- 1960 - Philly Joe's Beat  (Atlantic Records)
- 1961 - Elvin Jones/Philly Joe Jones: Together! (Atlantic Records)
- 1968 - Trailways Express  (Black Lion Records)
- 1969 - Philly Joe Jones avec Jef Gilson et son ensemble (Vogue Records)
- 1969 - Round Midnight (Lotus Records)
- 1977 - Mean What You Say  (Sonet Records)
- 1977 - Drums Night  (Mercury Records)
- 1977 - Philly Mignon  (Galaxy Records)
- 1978 - Advance! (Galaxy Records)
- 1978 - Drum Song  (Galaxy Records)
- 1981 - Filet de sole/Philly of Soul  (Marge Records)
- 1982 - To Tadd with Love  (Uptown Records)
- 1983 - Look, Stop and Listen  (Uptown Records)